# Dorcasomus gigas
Dorcasomus gigas är en skalbaggsart som beskrevs av Aurivillius 1914. Dorcasomus gigas ingår i släktet Dorcasomus och familjen långhorningar.
Artens utbredningsområde är:
- Kenya.
- Rwanda.
- Uganda.

Inga underarter finns listade i Catalogue of Life.